# Pierre Dharréville
Pierre Dharréville, né le 15 juin 1975 à Nanterre, est un journaliste, écrivain et homme politique français. Ancien secrétaire de la fédération départementale du Parti communiste français (PCF) des Bouches-du-Rhône (2008-2017), il est député de la 13e circonscription des Bouches-du-Rhône de 2017 à 2024 et conseiller municipal de Martigues depuis 2020, élu sur la liste du maire sortant Gaby Charroux.
Il est également anciennement conseiller municipal au Rove, élu sur la liste conduite par le maire sortant Georges Rosso en 2008, ainsi que président des éditions des Fédérés, responsable du journal La Marseillaise jusqu'en 2017.

## Biographie

### Origines et formation
Marié et père de trois enfants, Pierre Camille Bernard Dharréville est né d'un père haut-marnais travaillant à la sécurité sociale et d'une mère gardoise institutrice. Ses deux grands pères étaient respectivement mineur et ouvrier dans une scierie tandis qu'une de ses grand mères était une immigrée italienne employée de maison. Il est l'aîné d'une famille catholique de trois enfants. Il passe toute son enfance et sa jeunesse à Nîmes, dans le Gard. En 1984, il rencontre Christian Vaquette, son futur complice du groupe de musique Les Bons Bardes. Il obtient son Bac C en 1993 au lycée Daudet, puis en 1996, une licence d'histoire à l'université Paul-Valéry-Montpellier-III.

### Engagement militant et journalisme
Étant catholique, ses premiers engagements s'effectuent d'abord à l'Action catholique des enfants puis au sein de la Jeunesse ouvrière chrétienne (JOC). En 1996, il devient permanent national de la JOC. Il y apprend, entre autres activités, son métier de journaliste comme rédacteur en chef de la revue Jociste, puis il fonde le magazine de la JOC Assez Zoné en 1997. La même année il devient membre du Conseil éditorial du Journal expérimental (Bayard-Presse).
À 23 ans, il entre au journal L'Humanité et se retrouve à Matignon chargé de suivre le Premier ministre Lionel Jospin. Plongé dans l'œil du cyclone, dans l'arrière-cour de la politique, il ne peut s'empêcher de se sentir « en décalage », explique-t-il, avec le petit monde qu'il découvre. Il continue d'exercer sa passion pour le journalisme en occupant d'autres fonctions, au sein de L'Humanité, en tenant la rubrique Bandes dessinées, son autre passion. Il lui reconnaît le caractère d'art populaire, marqué par la critique sociale et l'invention de nouveaux mondes.
En 1998, il participe à l'ouvrage collectif La Commune de Paris aujourd'hui (Éditions de l'Atelier) sous la direction de Jacques Swirn. Puis il dirige la conception et participe au CD Debout, édité par la JOC, en écrivant trois titres (paroles et musique), en 1999. Au cours de cette même année, outre son travail à L'Humanité, il fait des piges pour Témoignage chrétien et signe son second livre, issu d'un travail collectif : Vivre en couple (Éditions de l'Atelier). C'est également en 1999 qu'il adhère au PCF.
Il se marie en 2000, devient critique BD de L'Humanité et participe au CD Passionnés d'Humanité édité par l'Action catholique ouvrière (trois titres paroles et musique) en 2001. En 2002, il quitte L'Humanité pour devenir le collaborateur de Marie-George Buffet, qui vient d'être élue secrétaire nationale du PCF.  
En 2004, il fait une parenthèse dans son engagement politique et participe à la renaissance de Pif Gadget en tant que rédacteur en chef des premiers numéros, où il écrit quelques nouvelles. Il revient à Marseille en 2006, tandis que la même année, il est élu membre du conseil national du PCF. L'année voit aussi la sortie du conte musical Le Curieux réveil du Prince O'Reil, avec Christian Vaquette, œuvre fondatrice du groupe Les Bons Bardes. Par la suite, Pierre Dharréville devient conseiller municipal du Rove.
En décembre 2008, il devient secrétaire départemental du PCF des Bouches-du-Rhône, succédant ainsi à Jean-Marc Coppola. L’hebdomadaire La Vie remarque qu'il s'est à ce titre engagé sur la défense de l'industrie française avec les sites pétrochimiques de Martigues et de Fos, les problématiques institutionnelles avec ses interrogations sur une VIe république, et la défense des services publics. Il milite notamment pour le maintien d’une antenne de la Sécurité sociale à Port-de-Bouc. Janvier 2010 voit la publication de Quelque chose dans le ventre, son premier roman, aux Éditions Arcane 17. Il publie en 2013 La laïcité n’est pas ce que vous croyez. En 2014, il a empêché la liquidation judiciaire du quotidien La Marseillaise et en est devenu le président pendant quelques mois. Le 7 septembre 2017, après son élection comme député, Jérémy Bacchi lui succède dans la fédération des Bouches-du-Rhône du Parti communiste français.

### Député des Bouches-du-Rhône
Il est élu député dans la 13e circonscription des Bouches-du-Rhône, une circonscription globalement ouvrière sur le plan économique et social, pour le Parti communiste français avec 62,41 % des voix au second tour des élections législatives de 2017.
Sur le plan local, il s'implique notamment dans le processus de reprise et de sauvegarde du site industriel d'Ascometal à Fos-sur-Mer, qui représente un enjeu de plus de 300 emplois au sein de la Zone industrialo portuaire,,,,.
Inscrit au groupe de la Gauche démocrate et républicaine, il est membre de la commission des Affaires sociales et fait partie de la mission d'évaluation et de contrôle des lois de financement de la sécurité sociale. Faute de locaux au début de son mandat, il installe sa permanence à une terrasse de café à Martigues. Il s'est opposé à la loi travail du gouvernement en 2017.
Il figure selon le magazine Capital parmi les députés les plus actifs de l’Assemblée nationale au cours de son mandat.
En mai 2022, il est investi par le Parti communiste, dans le cadre de la coalition Nouvelle Union populaire écologique et sociale, dans la 13e circonscription des Bouches-du-Rhône à Martigues, et réélu face au RN. Le 30 juin 2022, il est élu vice-président de la commission des Affaires sociales.
Il prend position contre le projet de réforme des retraites du gouvernement Borne en 2023 et est présent pour soutenir les mobilisations s'y opposant,,,.
En mai 2024, il est à l'origine d'une proposition de loi consistant à inscrire la sécurité sociale dans la constitution, de manière à mieux protéger ce qu'il estime être "une institution fondamentale de la République",,,. 
En 2024, il s'oppose au projet de loi sur l'aide à mourir, considérant qu'il ne s'agit pas d'une mesure de gauche. Le 7 juin 2024, il annonce à l'Assemblée nationale suspendre sa participation à un débat qu'il juge éprouvant.
À nouveau candidat sous la bannière du Nouveau Front populaire lors des élections législatives anticipées de 2024, il arrive en seconde position au premier tour avec 36,02 % des voix derrière le candidat du Rassemblement national, Emmanuel Fouquart  et perd l'élection le 7 juillet réunissant 47,13 % des suffrages face à son adversaire (52,87 %).

## Publications
- Vivre en couple, Paris, Les éditions Arcane 17-Les éditions ouvrières, coll. Les jeunes et Dieu, 2000, 110 p.  (ISBN 2-7082-3493-5)
- Quelque chose dans le ventre, roman, Paris, Les éditions Arcane 17, 2009, 192 p.  (ISBN 978-2-918721-02-4)
- Le Vol d'épistoles, avec Christian Vaquette, nouvelles et chansons, Paris, Les éditions Arcane 17, 2010, 272 p.  (ISBN 9782918721093)
- Michel Vaxès : portrait d'un citoyen en député du peuple, récit, Paris, Les éditions Arcane 17, 2011, 128 p.  (ISBN 978-2-918721-14-7)
- La laïcité n'est pas ce que vous croyez, préface de Jean Baubérot, Ivry-sur-Seine, les Éd. de l'Atelier-les Éd. ouvrières, 2013, 143 p.  (ISBN 978-2-7082-4242-5)
- En l'absence de monsieur J., roman, Ivry-sur-Seine, les Éditions de l'Atelier, 2014, 236 p.  (ISBN 978-2-7082-4279-1)
- Un printemps pour la République, essai, Ivry-sur-Seine, les Éditions de l'Atelier-les Éditions ouvrières; Marseille, les Éditions des Fédérés, 2016, 157 p.  (ISBN 978-2-7082-4476-4)
- Plaidoyer pour les aidants, Ivry-sur-Seine, les Éditions de l'Atelier-les Éditions ouvrières, 2018, 68 p.  (ISBN 978-2-7082-4574-7)
- Ma parole contre la leur, Paris, Les éditions Arcane 17, 2019, 250 p.  (ISBN 9782918721789)
- L'Enlumineur, Feed Back Editions, 2021, 248 p.  (ISBN 978-2-492-35900-2)